# Francisco de Castro Araújo
 Francisco de Castro Araújo (Rio de Janeiro, 28 de dezembro de 1889 — Rio de Janeiro, 15 de agosto de 1953) foi um médico brasileiro.
Foi eleito membro da Academia Nacional de Medicina em 1935, ocupando a Cadeira 35, que tem José Thompson Mota como patrono.
Filho e neto de médicos, teve como pais o  Arthur de Castro Araújo e  Maria Augusta Sampaio Viana Araújo. Foram seus avós, pelo lado paterno,  Francisco Lopes de Oliveira Araújo e Francisca Leonor de Castro Araujo e pelo materno Augusto Cesar de Sampaio Vianna e Leonidia Amalia de Sampaio Vianna. 
Terminou o seu curso pelo Colégio Militar, ingressou em seguida na Faculdade de Medicina do Rio de Janeiro, por onde se doutorou em 1912.
Com o fim de se especializar, visitou os principais centros científicos europeus. 
Nomeado para exercer o cargo de Médico-Adjunto da Venerável Ordem Terceira de São Francisco da Penitência «Charitas », pouco mais tarde era chefe do Serviço de Ginecologia do Abrigo da Infância.
Foi assistente de Obstetrícia da Escola de Medicina e Cirurgia do Rio de Janeiro e Diretor do Hospital Evangélico da Capital Federal; ocupou o cargo de Diretor do Serviço de Pronto Socorro do Estado do Rio de Janeiro e foi escolhido para representante desse Estado no Centenário da Faculdade de Medicina do Rio de Janeiro.
Foi nomeado professor contratado para a Escola de Medicina e Cirurgia, de Propedêutica Cirúrgica, de Ortopedia e Cirúrgica Infantil, de Clínica Urológica, além de professor catedrático de Técnica Operatória e Cirúrgica Experimental da Faculdade Fluminense de Medicina, e de Clínica Traumatológica da Faculdade Nacional de Medicina da Universidade do Brasil.
Foi, também,  Chefe do Serviço Ginecológico do Hospital Geral da Santa Casa de Misericórdia.
Foi diretor do Serviço «Pais Leme», no Hospital Estácio de Sá, sendo também membro titular da Sociedade de Medicina e Cirurgia do Rio de Janeiro, do Colégio Brasileiro de Cirurgiões, da Sociedade de Urologia do Rio de Janeiro, do Sindicato Médico Brasileiro, do «American College of Surgeons» e do « International College of Surgeons». Foi também Membro Titular da Academia Nacional de Medicina, onde ocupou a Cadeira no. 35, eleito em 6.6.1936 e empossado em 13.6.1936, cujo Patrono foi José Thompson Motta.
Francisco de Castro Araújo faleceu em 15 de agosto de 1953 e está sepultado no Jazigo da Família no Cemitério de São João Batista - Rio de Janeiro - Rj

## Obras
- "Tese inaugural sobre Fisiopatologia do Endométrio";
- "Extrato hipofisário e seu valor em Obstetrícia"; "Proteção à maternidade" (Conferência na Sociedade de Medicina e Cirurgia);
- "A Electro-coagulação na cura do cancer, processo de Keyser e anestesia pelo Avertin" (publicado na Revista "Medicamenta" em maio de 1929).
- «Extrato hipofisário e seu valor em Obstetrícia»;
- «Proteção à maternidade» (Conferencia na Sociedade de Medicina e Cirurgia);
- «A Electro-coagulação na cura do câncer, processo de Keyser e anestesia pelo Avertin» (publicado na Revista "Medicamenta" em maio de 1929).

Comunicações à sociedade de medicina e cirurgia:
- «Electro-coagulação profunda»; sessão em 28 de Maio de 1929;
- «Prolápso do Meato urinário com cálculo encastoado », em 11 de Junho de 1929;
- «(Cistocele Inguinal Estrangulada », sessão em 29 de Agosto de 1929;
- «Epitelioma vegetante dos órgãos genitais», sessão em 15 de outubro de 1929;
- « Electro-coagulação do câncer», sessão extraordinária em 9 de Novembro de 1929;
- «Câncer da Pele», Francisco de Castro Araújo e Ugo Pinheiro Guimarães;
- «Ruptura da Vesícula Biliar em Peritônio Livre» (trabalho apresentado por ocasião do Centenário da Faculdade de Medicina).

Títulos:
Oficial-médico da Reserva do Exército; Ex-médico adjunto da Santa Casa de Misericórdia; Cursos de aperfeiçoamento na Europa; Ex-médico adjunto da Venerável Ordem 3.a da Penitência; Ex-chefe do Serviço de Ginecologia do Abrigo da Infância; Ex-assistente de Obste¬trícia da Escola de Medicina e Cirurgia do Rio de Janeiro; Ex-diretor do Hospital Evangélico do Rio de Janeiro; Ex-diretor do Serviço de Pronto Socorro do Estado do Rio de Janeiro; Representante do Estado do Rio de Janeiro no Centenário da Faculdade de Medicina do Rio de Janeiro, em 1932; Ex-professor contratado da Escola de Medicina e Cirurgia de Propedêutica Cirúrgica; Ex-professor contratado de Ortopedia e Cirurgia Infantil da Escola de Medicina e Cirurgia; Ex-chefe do Serviço de Cirurgia da Cruz Vermelha Brasileira; Professor contratado de Clínica Urológica da Escola de Medicina e Cirurgia; Professor catedrático de Técnica Operatória e Cirurgia Experimental da Faculdade Fluminense de Medicina; Professor catedrático de Clínica Cirúrgico-Traumatológica da Faculdade Nacional de Medicina da Universidade do Brasil; Diretor do Serviço Médico da Caixa de Pensões dos Marítimos; Chefe do Serviço de Ginecologia do Hospital Geral da Santa Casa de Misericórdia do Rio de Janeiro; Membro titular da Academia Nacional de Medicina; Diretor da Assistência Hospitalar do Brasil; Diretor da Sociedade de Medicina e Cirurgia do Rio de Janeiro; Diretor do Colégio Brasileiro de Cirurgiões; Diretor da Sociedade de Urologia do Rio de Janeiro; Diretor do Sindicato Médico Brasileiro; Diretor do «American College of Surgeons»; Diretor do «International College of Sungeons»'.